# Karin Arndt
Karin Arndt (* 24. Juni 1965 in Beckum) ist eine deutsche politische Beamtin. Sie ist seit 2025 Staatssekretärin im Thüringer Ministerium für Umwelt, Energie, Naturschutz und Forsten.

## Leben
Nach dem Abitur 1984 studierte Arndt Rechtswissenschaften an der Universität Münster, welches sie 1994 mit dem zweiten Staatsexamen abschloss. Nach kurzer Tätigkeit als Rechtsanwältin begann sie 1995 als Juristin im Thüringer Ministerium für Landwirtschaft, Naturschutz und Umwelt im Bereich Altlastenmanagment, in dem sie 2006 zur Referentin aufstieg und schließlich ab 2010 zur Referatsleiterin bestellt wurde. Von 2016 bis 2022 war sie Abteilungsleiterin  im Thüringer Landesanstalt für Umwelt und Geologie und in deren Nachfolgebehörde  dem Thüringer Landesamt für Umwelt, Bergbau und Naturschutz. 2022 wurde sie zur Referatsleiterin im Thüringer Minister für Umwelt, Energie und Naturschutz befördert.
Nach der Bildung des Kabinetts Voigt wurde Arndt am 1. Februar 2025 zur Staatssekretärin im von Tilo Kummer geleiteten Thüringer Ministerium für Umwelt, Energie, Naturschutz und Forsten ernannt.